# GAF (Band)
GAF ist eine finnische Goregrind-Band aus Helsinki, die im Jahr 2007 gegründet wurde.

## Geschichte
Die Band wurde im Jahr 2007 gegründet. Im Folgejahr erschien das Debütalbum der Band Mongofied bei Scrotum Jus Records, das im Studio von Gitarrist Panu Posti aufgenommen, gemixt und gemastert wurde. Der Veröffentlichung folgten diverse Auftritte, darunter auch ein Auftritt auf dem Obscene Extreme im Jahr 2009. Im Jahr 2010 folgte das zweite Album Cultivate Disdain, das ebenfalls bei Scrotum Jus Records erschien und wieder in Postis Studio aufgenommen wurde. Im Jahr 2011 spielte die Band auf dem Tuska Open Air Metal Festival.

## Stil
Die Band spielte auf ihrem ersten Album Goregrind, der teilweise stark durch Rock beeinflusst wurde. Auf dem zweiten Album gingen diese zurück, wobei stattdessen Einflüsse aus dem Death Metal verarbeitet wurden.

## Diskografie
- 2008: Mongofied (Album, Scrotum Jus Records)
- 2010: Cultivate Disdain (Album, Scrotum Jus Records)
- 2015: Gore ’n’ Feast (Album, Splatter Zombie Records)